# Julia Tieke

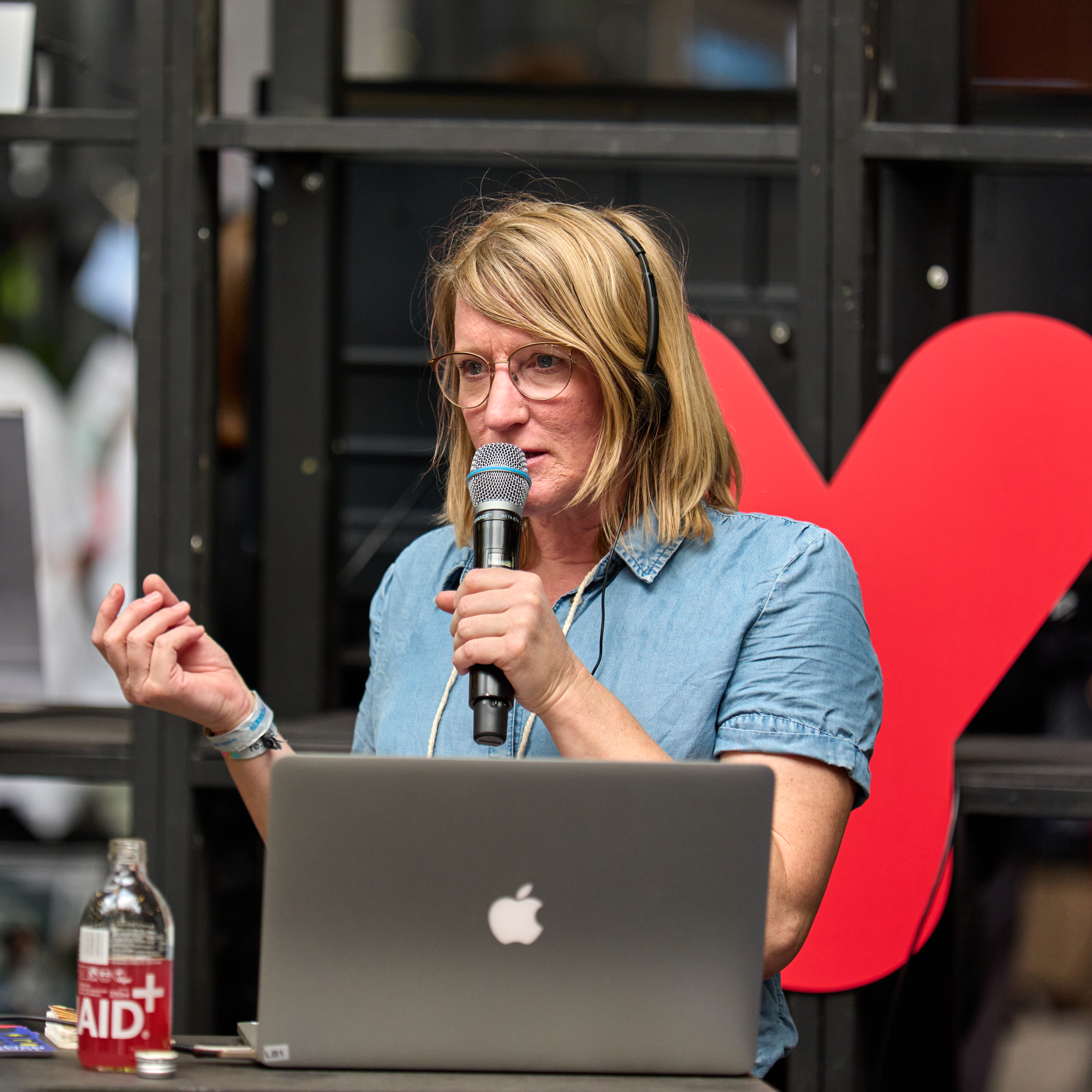
Julia Tieke, 2025

Julia Tieke (* 1974) ist eine deutsche Autorin und Regisseurin für den Hörfunk.

## Leben
Julia Tieke studierte Kulturwissenschaften und Ästhetische Praxis an der Universität Hildesheim. Am Institut für Deutsche Sprache und Literatur der Universität war sie Lehrbeauftragte im Bereich Hörspiel und Feature. Seit 2005 arbeitet sie als freie Autorin und Regisseurin für Deutschlandradio Kultur und war seit 2007 Projektleiterin der Minihörspielreihe Wurfsendung, die 2024 beendet wurde. Darüber hinaus realisiert sie seit 2009 Hörstücke und Radio-Features für andere Sender des Öffentlich-rechtlichen Rundfunks sowie selbstständige Projekte. Im Jahr 2015 war sie Schirmherrin des 13. Leipziger Hörspielsommers.
Sie lebt in Berlin und studiert an der Freien Universität Islamwissenschaften (Stand: 2022).

## Werk
Tieke arbeitet mit Text und Ton. Ein inhaltlicher Schwerpunkt ist der Nahen Osten und Nordafrika. Ihr Audio-Projekt zusammen mit Berit Schuck Alexandria Streets Project von 2012 ist eine dokumentarisch-akustische Karte der ägyptischen Stadt Alexandria. Tieke zeichnete Interviews mit Bewohnern von Alexandria auf, die sich zu Ereignissen der Vergangenheit und Gegenwart in der Stadt äußerten. Sie arbeitete mit lokalen Musikern und Menschen von unabhängigen Internet-Radiostationen zusammen. Laut Tieke verlassen sich unabhängige Radiomacher in Ägypten auf das Internet, „weil es kein unabhängiges UKW-Radio gibt und es nicht einmal einen legalen Weg gibt, eine Lizenz für das Senden auf UKW zu beantragen“. Auf der Website des Projekts sind 20 Hörstücke auf Arabisch und Englisch veröffentlicht, die sich auf bestimmte Orte Alexandrias beziehen. Das Projekt umfasste eine Mini Radio Academy, die gemeinsam mit einem lokalen Internetradio, dem Goethe-Institut in Alexandria und der ägyptischen NGO Agora Arts and Culture durchgeführt wurde. In Form von Klanginstallationen, Performance-Präsentationen, Vorträgen und Hörveranstaltungen wurde die Sonic Map of Alexandria in mehreren öffentlich-rechtlichen Radiosendern in Berlin präsentiert sowie in Alexandria, Kairo, London, Marrakesch, Shanghai und Florenz. Im Rahmen der 5. Marrakesch Biennale 2014 führten Tieke und Schuck eine zwölfstündige Live-Radio-Performance mit einer Soundinstallation für Kopfhörer unter dem Titel Trading Urban Stories auf.
Auf einer Recherchereise für ein Hörfunkfeature über Radiomacher in Aleppo lernte sie den 1987 bei Aleppo geborenen Medienaktivisten Faiz in der Türkei kennen. 2015 veröffentlichte sie unter dem Titel Mein Akku ist gleich leer ihre zunächst als E-Book publizierten Chats mit ihm auf seiner Flucht nach Deutschland.
Gemeinsam mit Elke Falat kuratierte Julia Tieke die Ausstellung Digging Deep, Crossing Far als ein Projekt des Kunstraums Kreuzberg/Bethanien, die 2015 bis 2017 in Bengaluru, Berlin, Karachi und Lahore gezeigt wurde. Mit Cartoons, Klang- und Videoinstallationen, Fotocollagen und Wandteppichen erinnerten indische, pakistanische und deutsche Künstler in Berlin an das sogenannte „Halbmondlager“ im Deutschen Reich, in dem im Ersten Weltkrieg kriegsgefangene muslimische Araber, Inder und Afrikaner interniert waren.

## Hörstücke (Auswahl)
- Der falsche Inder von Abbas Khider (Hörspielfassung und Regie),  WDR 2012[15]
- Ulrich Gerhardt – Ein Porträt. (Regie), Deutschlandradio 2013[16]
- Auf, auf! Zum Vagabundenkongress! Feature, SWR 2014
- Facebook sagt, Du bist in der Türkei, SWR 2014
- Syria FM. Begegnungen mit Radiomachern zwischen Berlin und Aleppo. Feature, Deutschlandradio Kultur 2015
- Tagebuch aus Aleppo. Feature-Serie, SWR 2015
- Die Ohrfeige. Hörspiel nach einer Vorlage von Abbas Khider, WDR 2016
- Abu Jürgen. SWR 2016
- Die Kunst, sich zum Affen zu machen. Feature zum 90. Geburtstag von Raza Kazim, Deutschlandradio Kultur 2017[17]
- „Achtung, Aufnahme!“ Deutschlandradio Kultur 2018. Das Hörstück entstand aus einer Audioinstallation, die die Autorin 2016 für das Projekt „Tonspuren“ vom Haus der Kulturen der Welt in Berlin realisierte.[18][19]
- Nukleare Narrative, Deutschlandradio Kultur 2018
- Eine Frage der Stimmung. (Regie),  Deutschlandradio 2019[20]

## Veröffentlichungen
Hörspiele
- Wurfsendung. 99 Mini-Hörspiele. Ausgewählt von Julia Tieke/Deutschlandfunk Kultur. Der Hörverlag, München 2008, ISBN 978-3-86717-220-2

Publikationen
- Hrsg. mit Elke Falat: Lieber Künstler, erzähle mir! Kunst und Hörspiel. Ausstellungskatalog anl. der Ausstellung des Kunstvereins Hildesheim, Verlag für moderne Kunst, Nürnberg 2009, ISBN 978-3-941185-49-4 (deutsch und englisch)
- mit Thomas Ernst, Patricia Gozalbez Cantó, Sebastian Richter, Nadja Sennewald: SUBversionen. Zum Verhältnis von Politik und Ästhetik in der Gegenwart. transcript Verlag 2015, ISBN 978-3-8394-0677-9.
- Mein Akku ist gleich leer. Ein Chat von der Flucht. mikrotext Verlag, Berlin 2016, ISBN 978-3-944543-31-4.

Beiträge
- “Digging Deep, Crossing Far”. A contemporary art project reaching from the First World War Halfmoon Camp in Wünsdorf to present-day Lahore. In: Katrin Bromber et al. (Hrsg.): The Long End of the First World War. Ruptures, Continuities and Memories, Campus-Verlag, Frankfurt/New York 2018, ISBN 978-3-593-50862-7, S. 267–292
- Auf taube Ohren in Zeit.de vom 19. November 2021
- Wenn die Stadt zur Kulisse wird in Zeit.de vom 15. Juli 2022